# Wembley Stadium
Het Wembley Stadium (vaak kortweg "Wembley") is een stadion in de wijk Wembley in het noordwesten van Londen.
Het oorspronkelijke stadion werd geopend in 1923 en heette toen Empire Stadium. De twee architecten waren John Simpson en Maxwell Ayerton. Het ontwerp was zeer bekend vanwege de twee torens. Dit stadion werd in 2000 gesloten.
Van 2000 tot 2007 werd dit nieuwe stadion gebouwd. Met een kostprijs van ongeveer 1 miljard euro was dit de duurste verbouwing ooit van een voetbalstadion. Sindsdien heeft het een capaciteit van 90.000, ongeveer 5000 meer dan het oude Wembley. Het is daarmee het grootste stadion van Europa dat overdekt kan worden. Ook werden er vele business-units gecreëerd. Bij gebruik voor popconcerten bedraagt de capaciteit 75.000. Doordat de verbouwing uitliep, moesten onder andere voor twee interlands en een aantal popconcerten een andere locatie gezocht worden. Wembley wordt nu, naast die popconcerten, vooral gebruikt voor thuiswedstrijden van het nationale elftal en de finales van de League en FA Cup. De finales van de play-offs voor promotie op het 2e, 3e, 4e en 5e niveau van het Engelse profvoetbal worden ook in het Wembley stadion gespeeld, net als de finale van de FA Vase, een bekercompetitie voor amateur elftallen.
Op 24 maart 2007 werd het nieuwe stadion in gebruik genomen met een wedstrijd tussen de jeugdelftallen van Engeland en Italië (3-3). De 60.000 beschikbare kaarten waren binnen enkele uren uitverkocht; nog nooit waren er zoveel toeschouwers voor een wedstrijd tussen nationale jeugdteams aanwezig. Men wilde met deze wedstrijd de veiligheid van het nieuwe Wembley testen. Op 19 mei 2007 volgde de herneming van een zeer lange traditie; het nieuwe stadion vormde toen namelijk het decor voor de finale van de FA Cup 2006-2007. In 2008 werd deze traditie eveneens opgepakt bij de League Cup. In dat jaar werd het verbouwde Wembley voor het eerst ook weer het decor van de finale van deze competitie. Tijdens de verbouwing werd beide finales tijdelijk in Cardiff gespeeld.
Voor het stadion staat een standbeeld van Bobby Moore, de aanvoerder van het Engels voetbalelftal dat in 1966 wereldkampioen werd.

## Europees kampioenschap voetbal 2020
In 2020 werd het Wembley Stadium een van de 12 stadions waar het Europees kampioenschap voetbal 2020 werd gehouden. In totaal werden er zeven wedstrijden gespeeld. Toen de UEFA het stadion van Brussel uit de organisatie had gehaald zijn deze wedstrijden naar Londen gegaan. In de groepsfase stonden er drie wedstrijden op het programma. Vanwege de coronapandemie die dat jaar plaatsvond werd dit EK verplaatst naar 2021. Naast de drie groepswedstrijden is er ook één achtste finale, de beide halve finales en de finale in het Wembley Stadium gespeeld. De wedstrijden in de groepsfase werden gespeeld op 13, 18 en 22 juni 2021, De achtste finale werd 26 juni 2021 gespeeld. De beide halve finales stonden voor 6 en 7 juli 2021 op het programma en de finale was op 11 juli 2021.

## EK interlands
| Voetbalinterlands EK 1996 | Voetbalinterlands EK 1996 | Voetbalinterlands EK 1996 | Voetbalinterlands EK 1996 | Voetbalinterlands EK 1996 | Voetbalinterlands EK 1996 |
| №                         | Datum                     | Wedstrijd                 | Uitslag                   | Competitie                | Toeschouwers              |
| ------------------------- | ------------------------- | ------------------------- | ------------------------- | ------------------------- | ------------------------- |
| 1                         | 8 juni 1996               | Engeland – Zwitserland    | 1–1                       | Groepsfase                | 76.567                    |
| 2                         | 15 juni 1996              | Schotland – Engeland      | 0–2                       | Groepsfase                | 76.864                    |
| 3                         | 18 juni 1996              | Nederland – Engeland      | 1–4                       | Groepsfase                | 76.798                    |
| 4                         | 22 juni 1996              | Spanje – Engeland         | 0–0                       | Kwartfinale               | 75.440                    |
| 5                         | 26 juni 1996              | Duitsland – Engeland      | 1–1                       | Halve finale              | 75.862                    |
| 6                         | 30 juni 1996              | Tsjechië – Duitsland      | 1–2                       | Finale                    | 73.611                    |
| Voetbalinterlands EK 2020 |                           |                           |                           |                           |                           |
| 7                         | 13 juni 2021              | Engeland – Kroatië        | 1–0                       | Groepsfase                | 18.497                    |
| 8                         | 18 juni 2021              | Engeland – Schotland      | 0–0                       | Groepsfase                | 20.306                    |
| 9                         | 22 juni 2021              | Tsjechië – Engeland       | 0–1                       | Groepsfase                | 19.104                    |
| 10                        | 26 juni 2021              | Italië - Oostenrijk       | 0–0                       | Achtste finale            | 18.910                    |
| 11                        | 29 juni 2021              | Engeland - Duitsland      | 2–0                       | Achtste finale            | 41.973                    |
| 12                        | 6 juli 2021               | Italië - Spanje           | 1–1                       | Halve finale              | 57.811                    |
| 13                        | 7 juli 2021               | Engeland – Denemarken     | 2–1                       | Halve finale              | 64.950                    |
| 14                        | 11 juli 2021              | Italië - Engeland         | 1–1                       | Finale                    | 67.173                    |

## Belangrijke evenementen
- 2007: George Michael is de eerste artiest die in het nieuwe stadion optreedt
- 2007: Prinses Diana-concert
- 2007: Live Earth-concert
- 2007: Race of Champions
- 2007: HAARP-concerten van Muse
- 2007: NFL International Series, New York Giants versus Miami Dolphins
- vanaf 2007: jaarlijks de finale van de FA Cup
- vanaf 2008: jaarlijks de finale van de League Cup
- 2008: Foo Fighters-concert
- 2008: Metallica geeft twee uitverkochte concerten
- 2008: NFL International Series, San Diego Chargers versus New Orleans Saints
- 2009: U2 360° Tour, twee avonden met ieder 82.000 toeschouwers
- 2011: Finale UEFA Champions League tussen FC Barcelona en Manchester United (3–1), laatste wedstrijd van Edwin Van der Sar
- 2012: Olympisch voetbaltoernooi
- 2013: Finale UEFA Champions League tussen Borussia Dortmund en FC Bayern München (1–2)
- 2013: De Amerikaanse rockband The Killers treedt op en brengt een eerbetoon aan het (oude) stadion, het winnende Engelse voetbalteam in '66 en de muzikale grootheden die er opgetreden hebben, door middel van het voor de gelegenheid geschreven nummer Wembley Song. Met 80.000 toeschouwers wordt dit meteen het grootste optreden van de band.
- 2014: One Direction treedt drie keer op in een uitverkocht stadion op 6, 7 en 8 juni
- 2015: Ed Sheeran treedt drie keer op in een uitverkocht stadion
- 2016: Coldplay treedt vier keer op in een uitverkocht stadion met de A Head Full of Dreams World Tour
- 2017: Adele treedt twee keer op in een uitverkocht stadion
- 2017: Wereldkampioenschap zwaargewicht boksen tussen Anthony Joshua en Wladimir Klitschko
- 2017: Tottenham Hotspur speelde tot 2019 al hun binnenlandse competities in Wembley, terwijl hun oude stadion White Hart Lane gesloopt en herbouwd werd.
- 2018: Taylor Swift treedt twee keer op in een uitverkocht stadion
- 2019: BTS treedt twee keer op in een uitverkocht stadium
- 2021: Finale en halve finales van Europees kampioenschap voetbal 2020, dat gespeeld wordt in verschillende grote steden in Europa
- 2021: Italië wordt Europees kampioen voetbal na Engeland te hebben verslagen na penalty's
- 2022: Coldplay treedt zes keer op in een uitverkocht stadion met de Music of the Spheres World Tour
- 2023: Harry Styles geeft vier uitverkochte concerten op 13, 14, 16 en 17 juni
- 2023: All Elite Wrestling houdt hun AEW All In London-evenement
- 2024: De UEFA Champions League finale wordt gespeeld in het Wembley Stadium
- 2024: Taylor Swift treedt acht keer op in een uitverkocht stadion

## Varia
De voetgangersbrug naar het nieuwe Wembley heet White Horse Bridge, naar het politiepaard Billy, dat voor de openingswedstrijd van het oude Wembley in 1923 ("the white horse final") met zijn berijder ervoor zorgde het publiek terug te dringen van het veld.

## Afbeeldingen

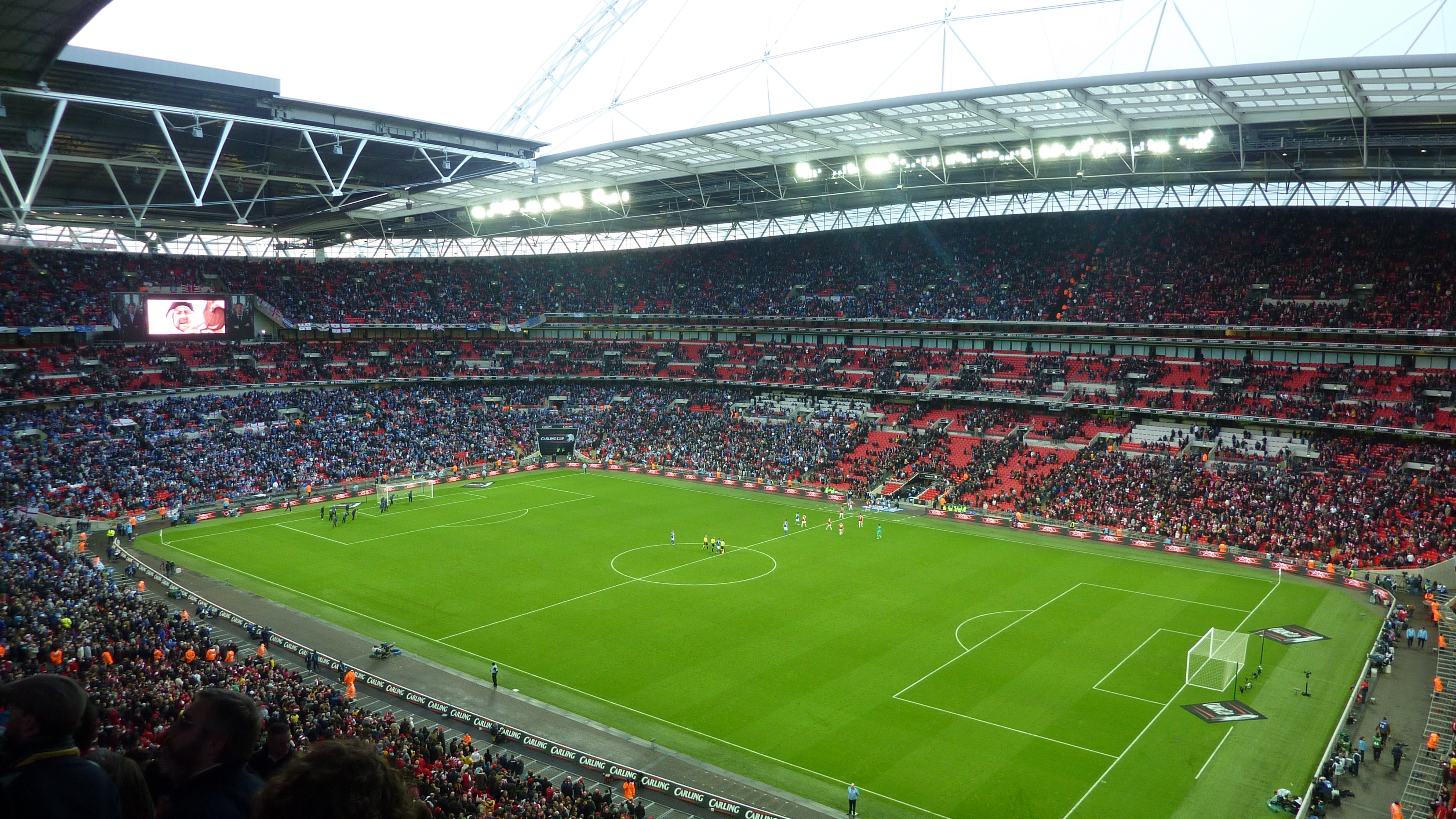
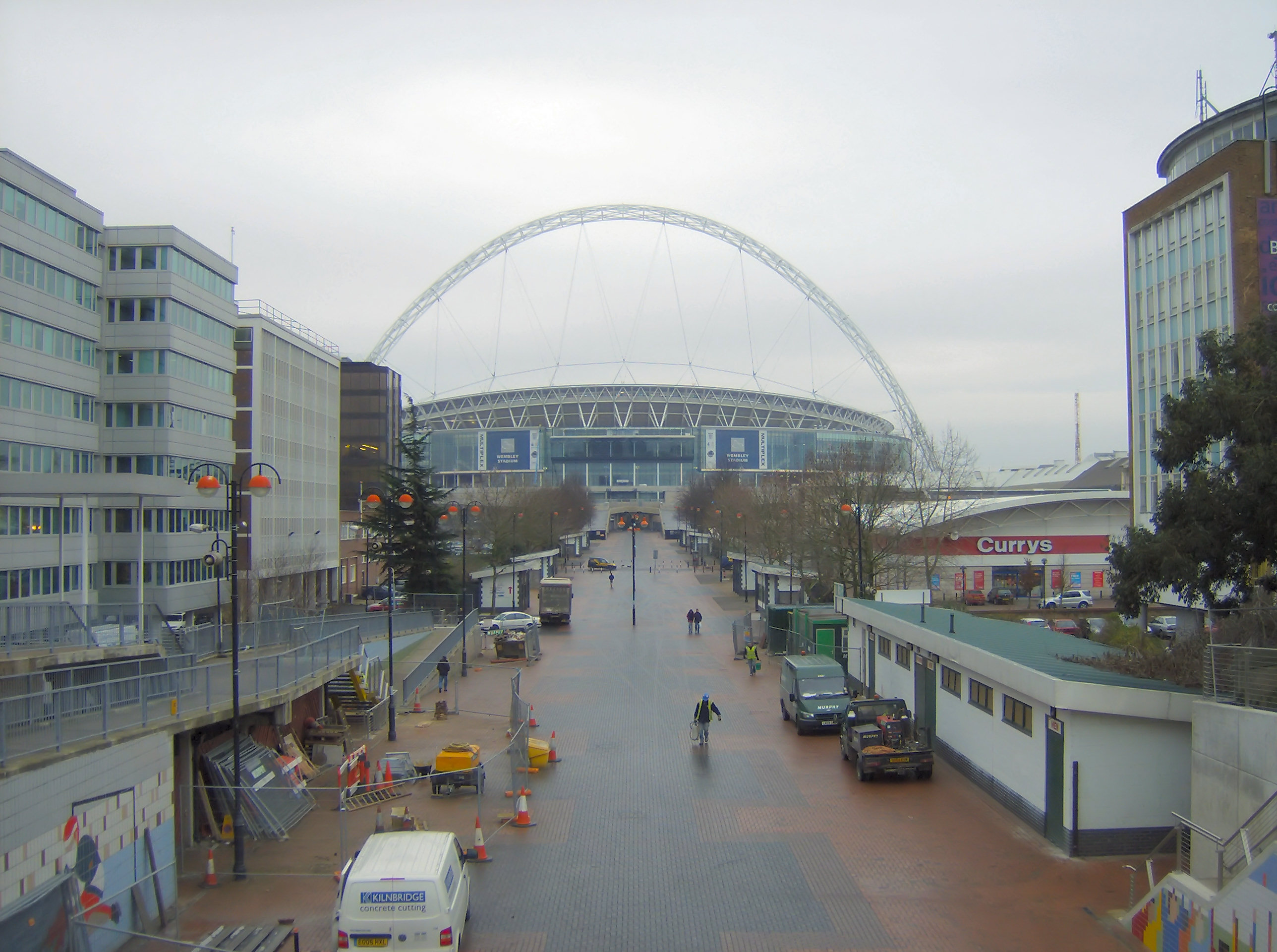
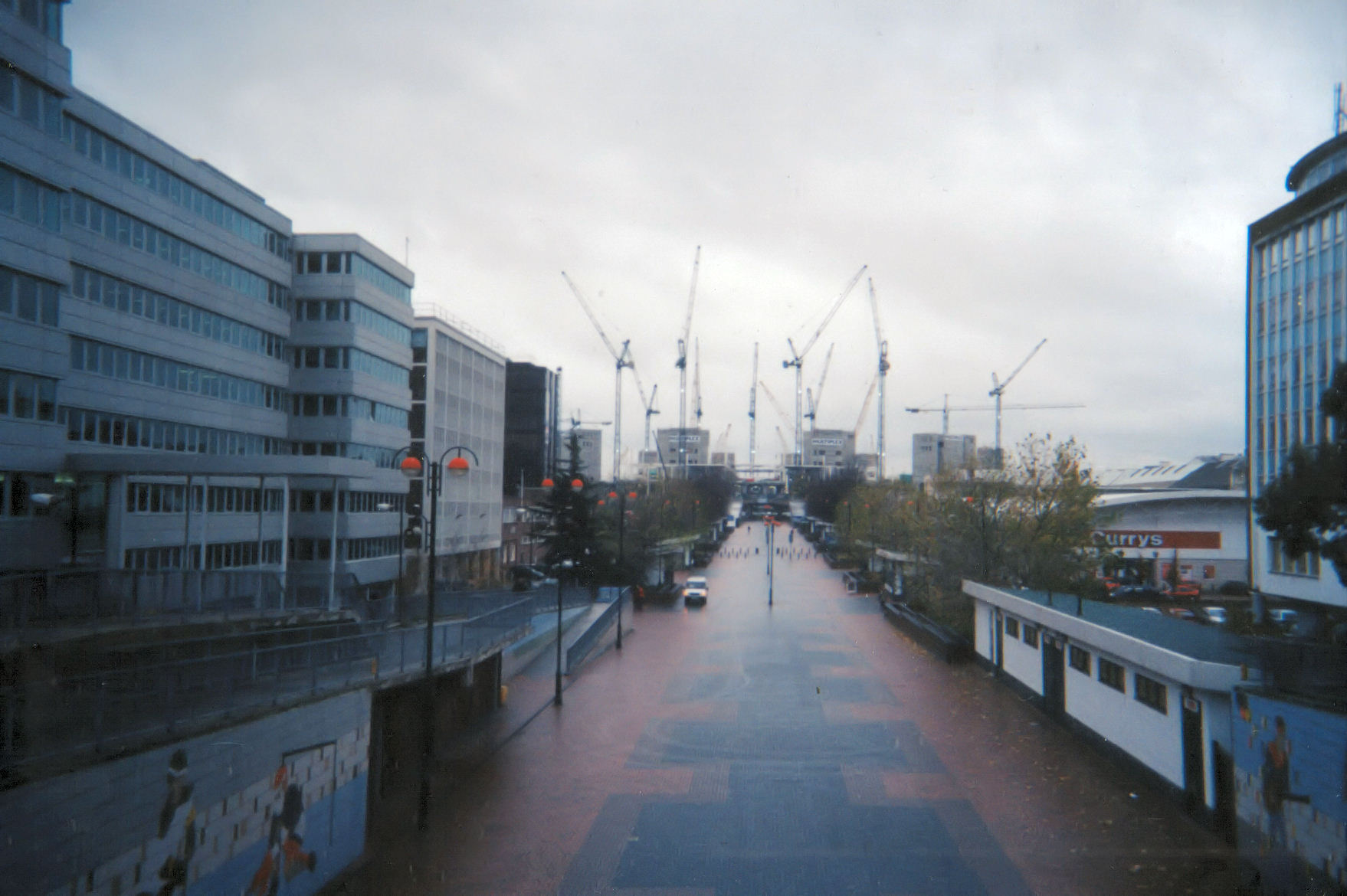
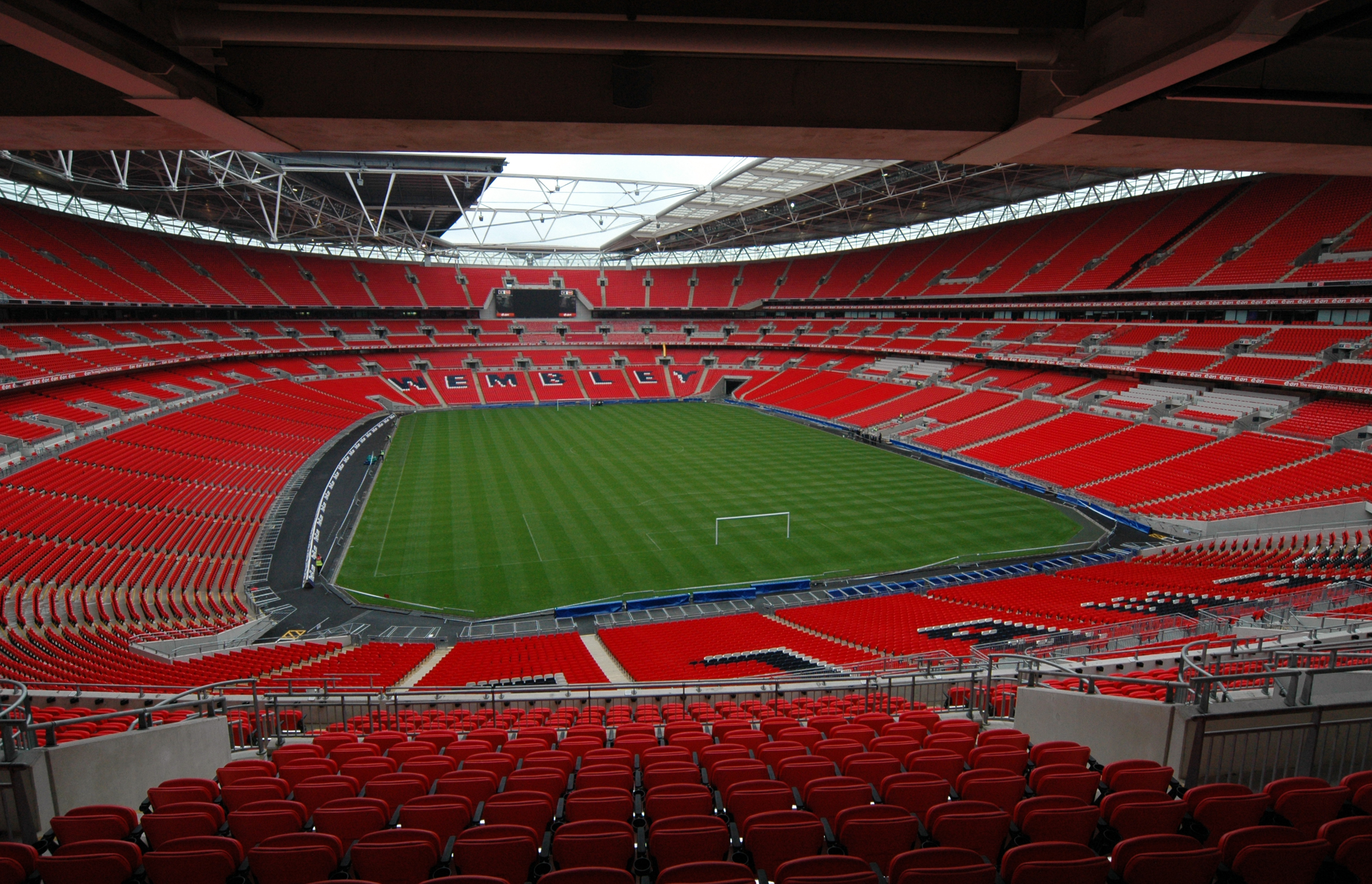
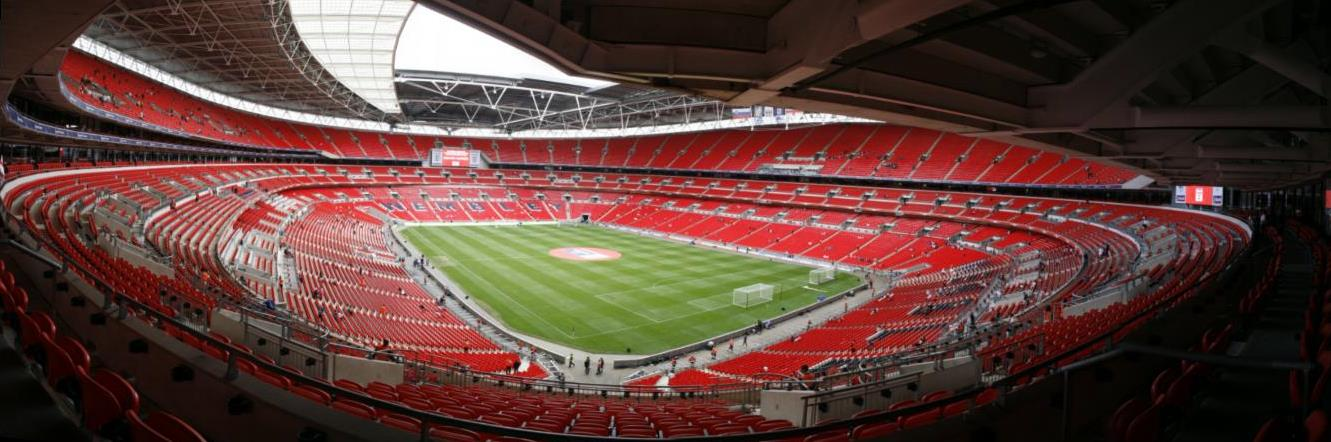
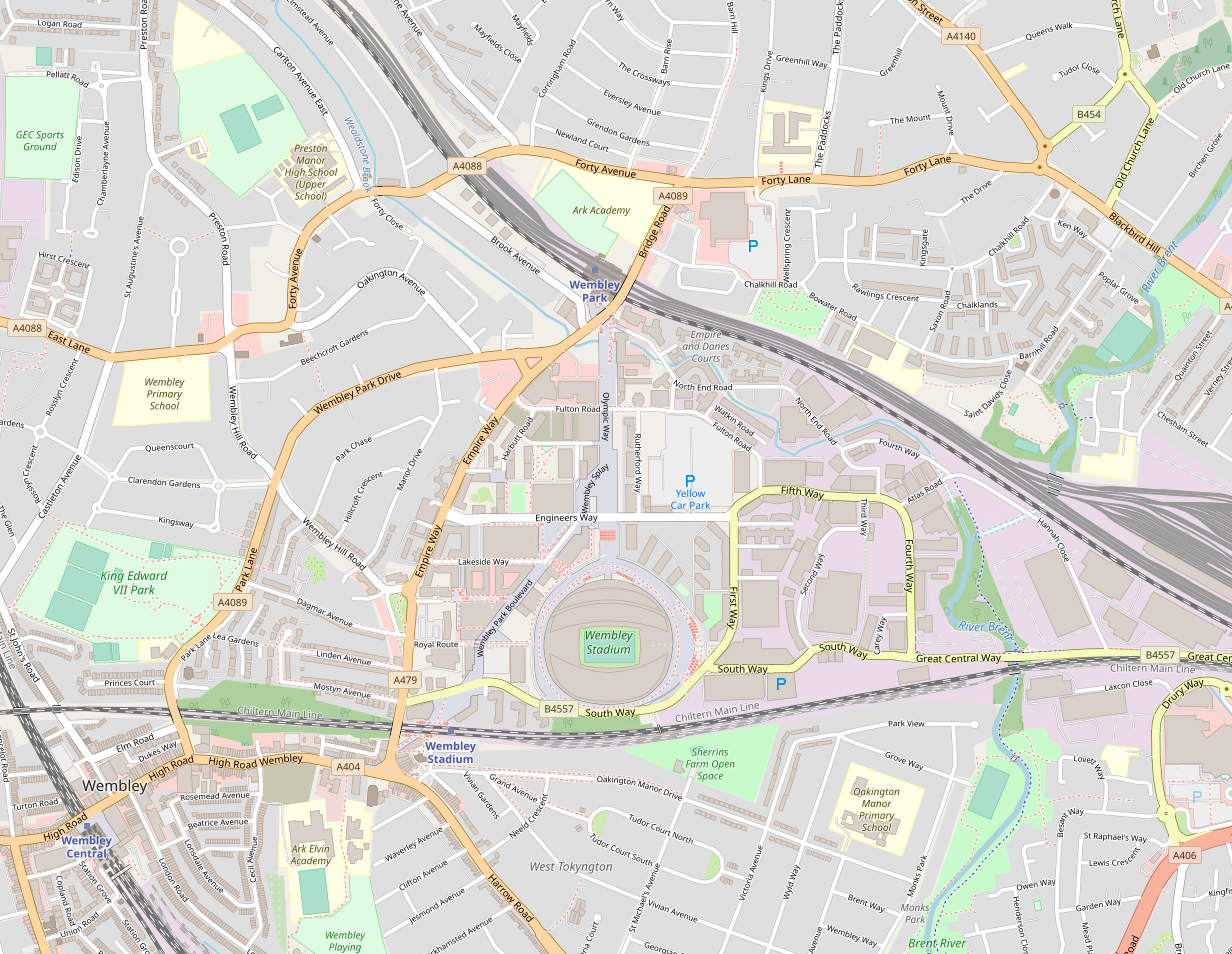
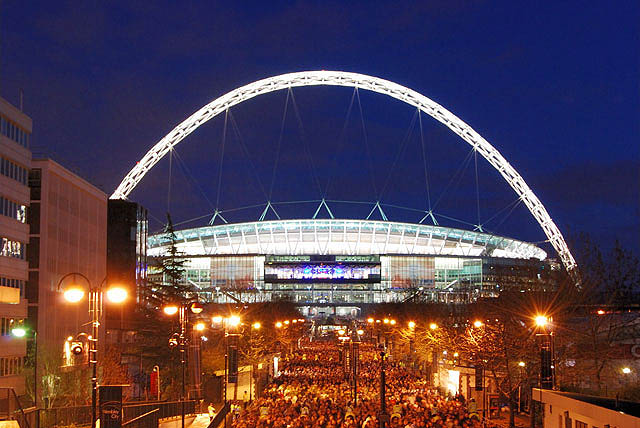
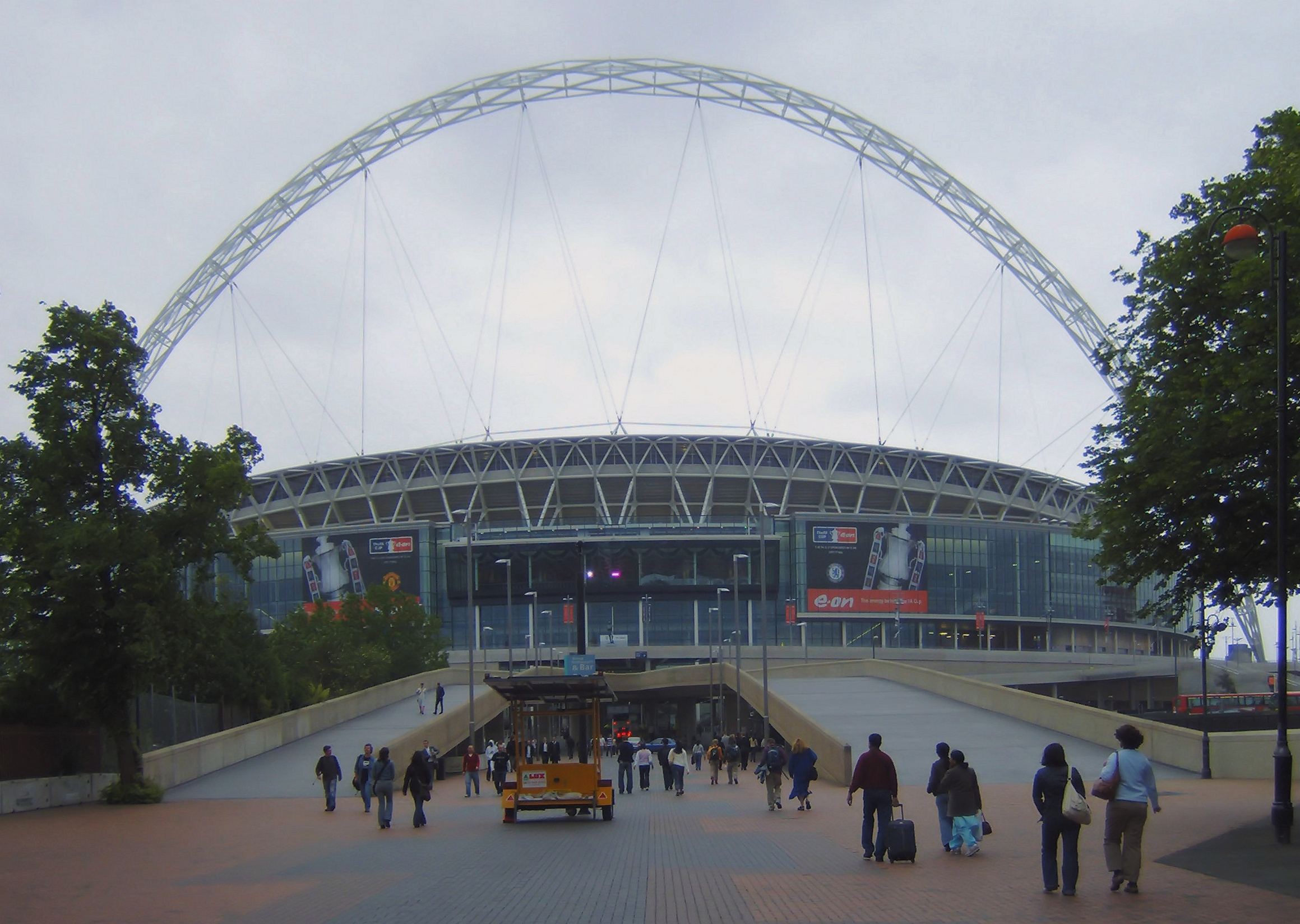
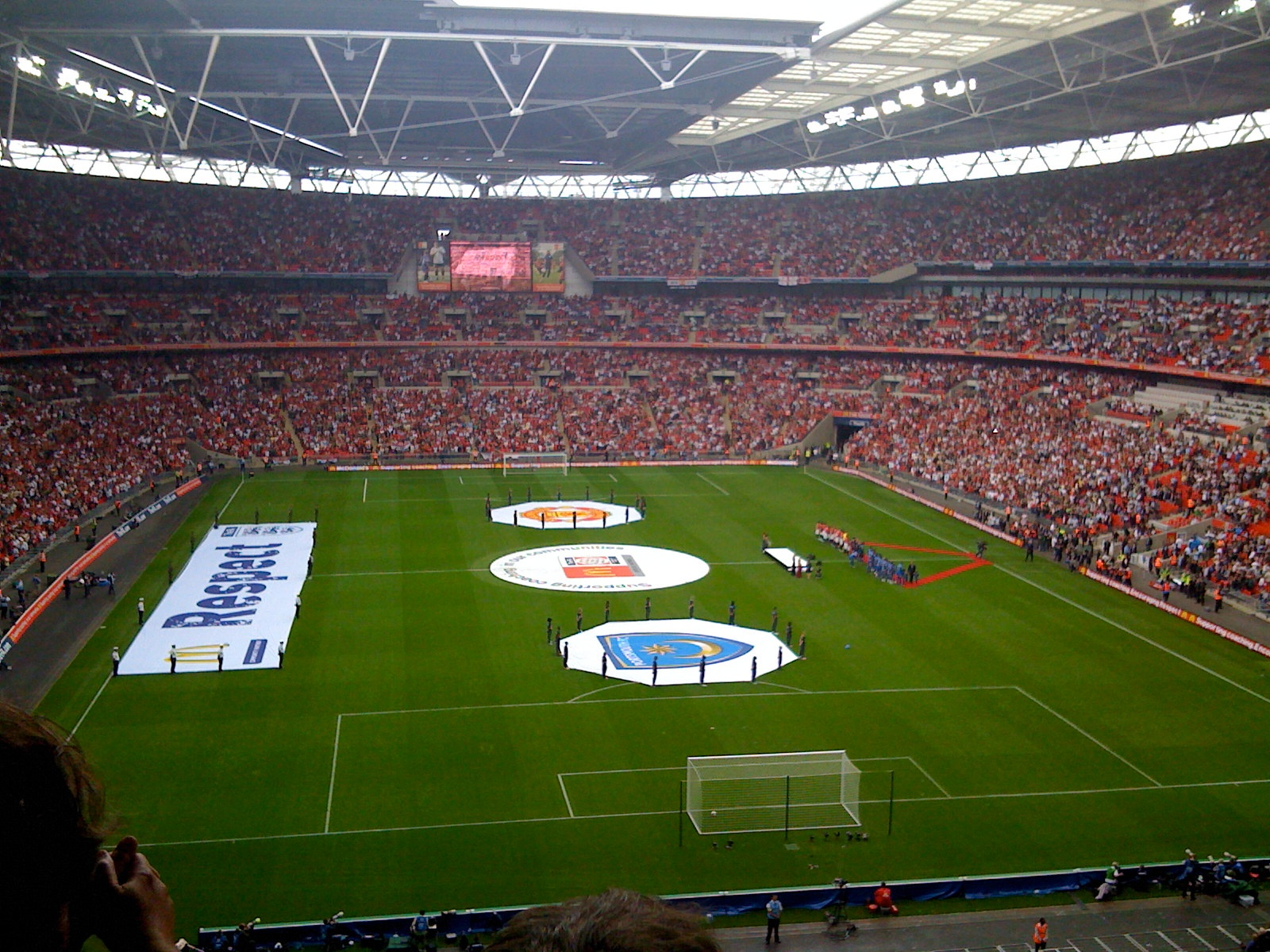
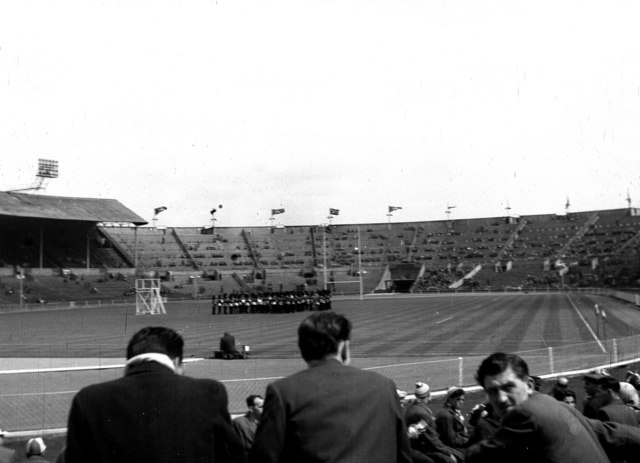
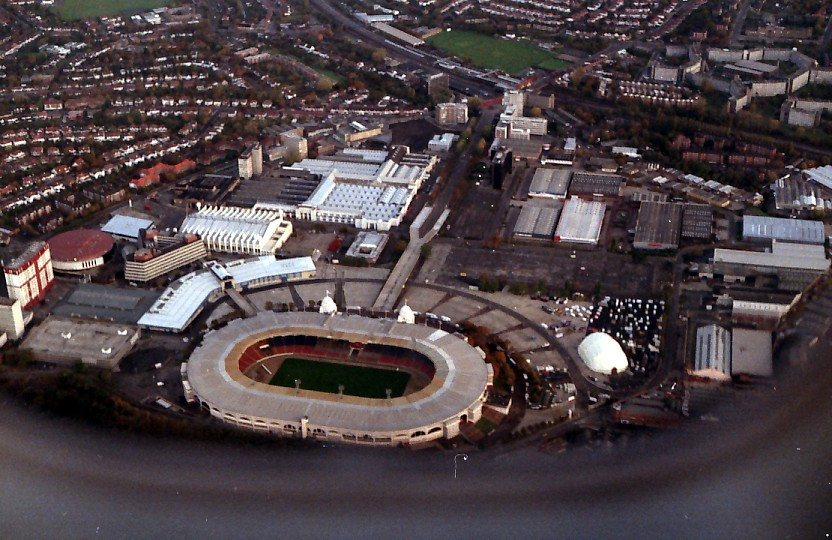
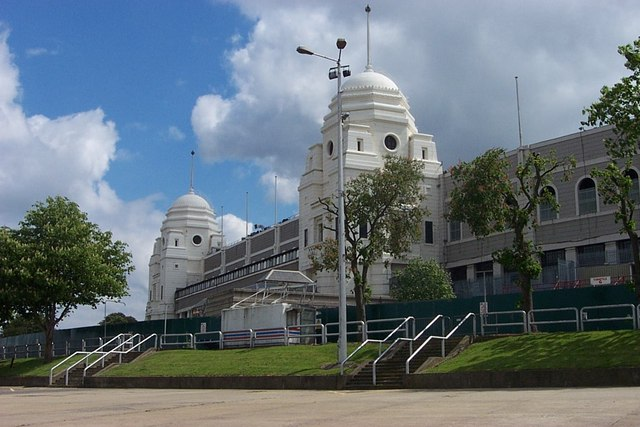
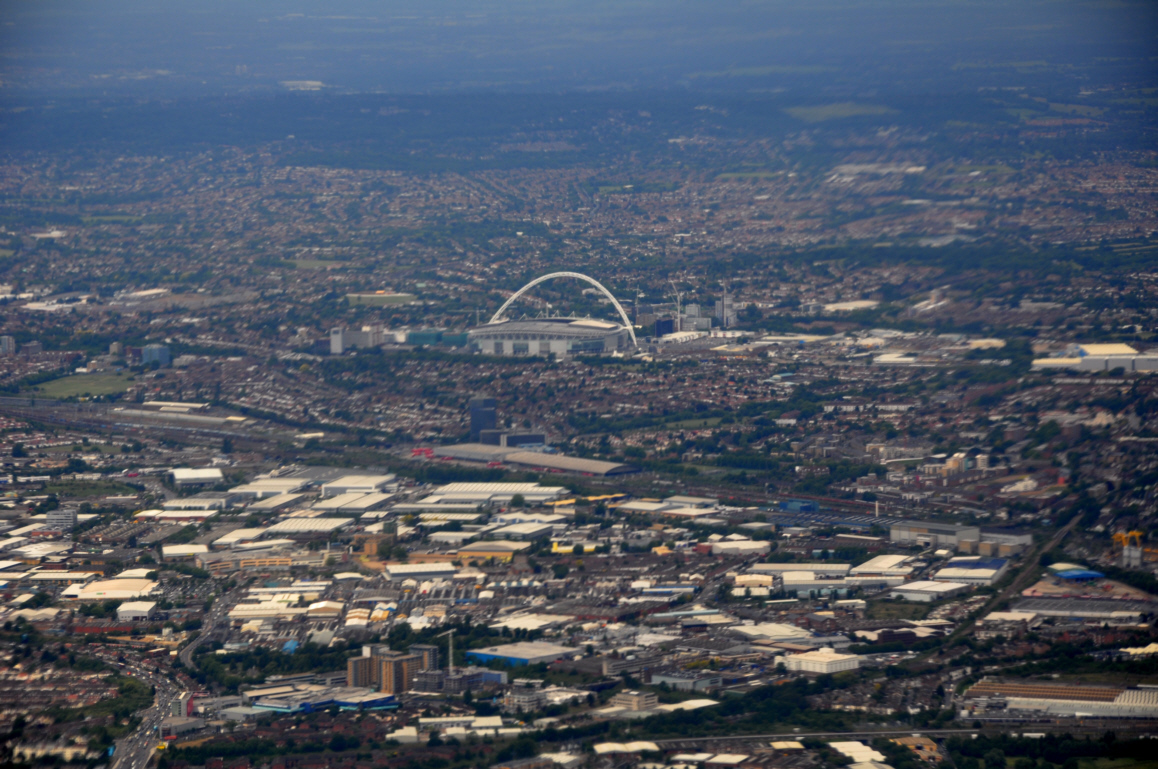
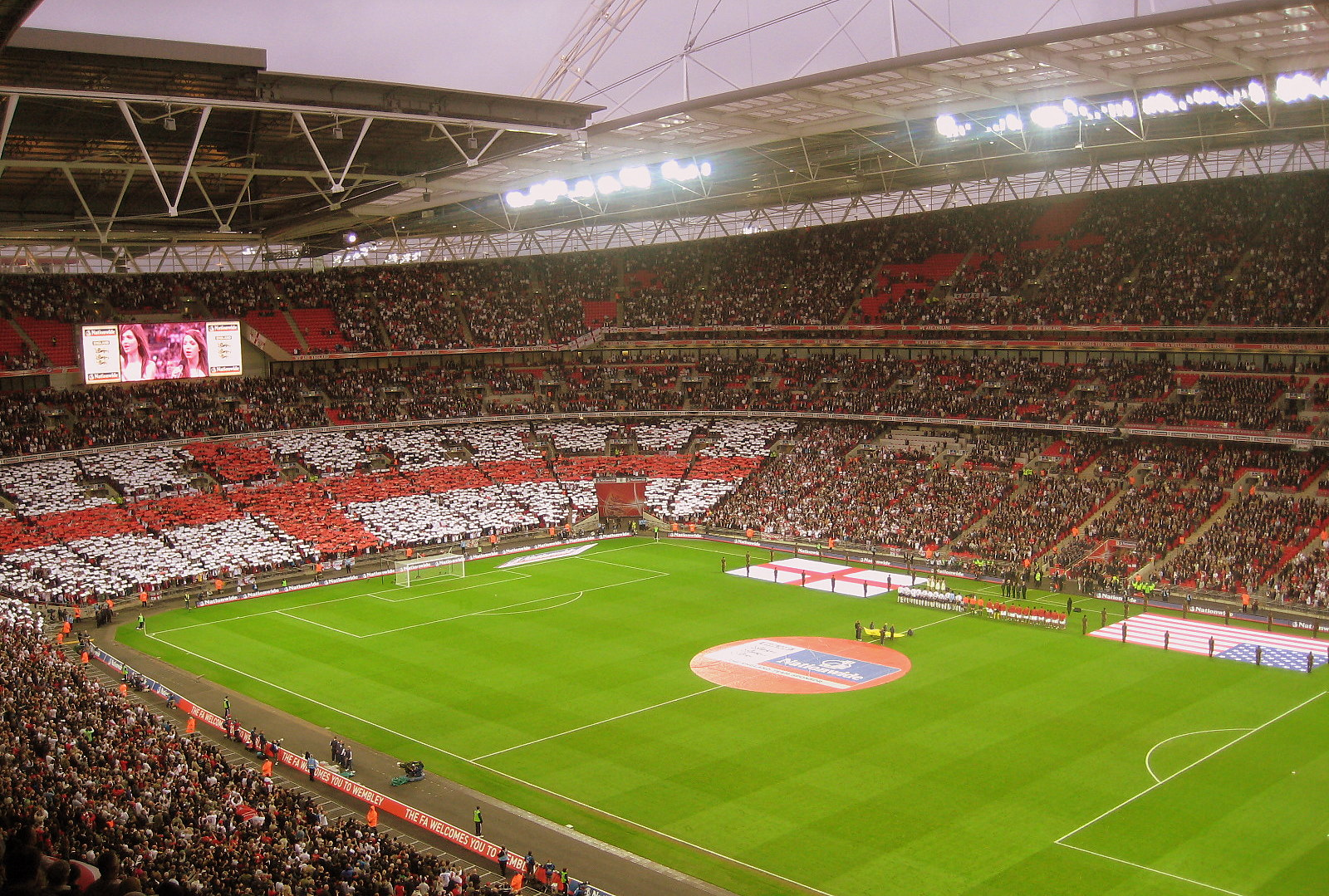